# Aanslag in het Sbarro-pizzarestaurant van Jeruzalem op 9 augustus 2001
De terroristische aanslag in het Sbarro-pizzarestaurant van Jeruzalem vond plaats op 9 augustus 2001. 
Het pizzarestaurant bevindt zich op de hoek van de King Georgestraat en de Jaffastraat. Dit is het drukste voetgangerskruispunt van Jeruzalem en een van de drukste voetgangerskruispunten in Israël. 
De aanslagpleger droeg een 5 tot 10 kilo wegende bom op zijn lichaam, waarin explosieven, spijkers en moeren zaten. Ten tijde van de aanslag, vlak voor 2 uur 's middags, was het restaurant vol met inwoners van Jeruzalem, toeristen en dagjesmensen. 
Als gevolg van de aanslag werden 15 mensen vermoord, waarvan 7 kinderen, en 130 verwond. De aanslagpleger kwam om. Zowel de Hamas als Islamitische Jihad eisten aanvankelijk de verantwoordelijkheid voor de aanslag op, maar het bleek een actie van de Hamas te zijn.